# DJ Sharpnel
DJ Sharpnel – pseudonim, pod którym kryje się dwóch japońskich twórców muzyki elektronicznej – Jea i Lemmy. Założona przez nich wytwórnia Sharpnelsound jest typu Dōjin, co oznacza, że twórca samodzielnie wydaje swoje prace. Sharpnelsound specjalizuje się w muzyce speedcore, gabber, hardcore, breakcore, trance i wielu innych odmianach mocnej muzyki elektronicznej. Często zaprasza również do współpracy innych, uznanych artystów japońskiej sceny underground'owej muzyki elektronicznej, takich jak DJ Chucky, m1dy, M-Project oraz The Speed Freak, który mimo swojego niemieckiego pochodzenia miał duży wpływ na rozwój tych gatunków muzyki w Japonii.
Utwory DJ Sharpnel od muzyki innych twórców hardcore odróżniają się dużą agresywnością. Używane są w nich sample np. z japońskiej muzyki popularnej, filmów i seriali anime. Część z nich zawiera także sample pochodzące z zachodnich źródeł, np. amerykańskiego hip-hop'u lub kreskówek.

## Historia
W roku 1996 Jea dołączył do projektu Project Gabbangelion, który współtworzył wraz ze znajomymi z liceum. W tym samym roku wydali oni swój album – Episode 0:1 Yonderdome. Ich następny album ukazał się dopiero w 1998 i nosił nazwę sharpnel vs Project Gabbangelion. Był to pierwszy album wydany pod szyldem Sharpnelsound, oznaczony numerem katalogowym SRPC-0001. Numeracja ta kontynuowana była potem aż do Otakuspeedvibe wydanego w 2013. Wkład, jaki DJ Sharpnel dokonali dla underground'owej, japońskiej sceny hardcore, sprawił, że zaczęto wyróżniać nowy styl muzyki elektronicznej – j-core.
W skład DJ Sharpnel wchodzi dwójka członków – Jea i Lemmy. Lemmy nigdy nie była opisywana jako producent, jednakże stworzyła kilka utworów, szczególnie dla pierwszych albumów. W późniejszych latach zajmowała głównie stanowisko VJ'a na występach na żywo.
Sharpnelsound w wydawaniu swoich płyt oraz organizacji wydarzeń, a także prowadzeniu internetowego radia hardrave (nieaktywne) współpracuje z Guhroovy, sklepem i wytwórnią muzyki hardcore zlokalizowaną w Shibuyi prowadzoną przez Akirę Uchiboriego (pseud. GUHROOVY).
Obecnie Sharpnelsound wydaje około dwa albumy rocznie. W międzyczasie DJ Sharpnel gościnnie pojawiali się na płytach takich label'i jak Maddest Chickn'dom, Ravin Beatz Japan i Gabba Disco, należących do zaprzyjaźnionych twórców.

## Aliasy
DJ Sharpnel nazywali się na różne sposoby wydając swoje albumy, w zależności od stylu, w jakim utrzymana był dan utwór lub cały album. Główne aliasy to:
- DJ Sharpnel - zwykły hardcore lub happy hardcore, Jea i Lemmy
- Killingscum – terrorcore, speedcore, breakcore; tylko Jea)
- SHARPNEL.NET - alias używany podczas występów na żywo, często z udziałem Lemmy na stanowisku VJ'a
- DJ Jea – hardstyle

W pierwszych albumach Sharpnelsound, gdzie Jea i Lemmy współpracowali również z innymi artystami pojawiają się nazwy Project Gabbangelion (jap. 新世紀ガヴァンゲリオン) (skład: Jea, Viscion, Tanigon) oraz High Speed Music Team Sharpnel (jap. 高速音楽隊シャープネル) (skład: Jea, La-Quebrata, Jun-Q, Quebradora, Lemmy). Kilka albumów podpisano DJ Sharpnel & VA, co oznaczało, że znajdują się tam również utwory autorstwa innych twórców.
Jednakże nazwa DJ Sharpnel jest tą używaną najczęściej w odniesieniu to jakiejkolwiek kombinacji artystów (Jea z lub bez Lemmy), a nawet do kolaboracji Project Gabbangelion i High Speed Music Team Sharpnel.

## Wpływ na zachodzie
Rosnąca popularność stylu j-core doprowadziła do wzrostu zainteresowania muzyką japońską muzyką hardcore w innych częściach świata. Najbardziej znanymi twórcami, których zainspirowały utwory DJ Sharpnel są DJ Zaiaku, T2Kazuya, Spy47 i ShingoDJ.
W USA działa wytwórnia Allkore, zrzeszająca wielu artystów zainspirowanych wschodnim dorobkiem muzyki hardcore.